# Mars 1762
Cette page présente les faits marquants du mois de mars 1762.

## Événements
- 16 mars : 
  - trêve de Stargard entre la Russie et la Prusse[1]
  - loi du grand conseil à Venise. L'autorité du conseil des dix et de son tribunal sur les nobles est confortée[2]. Échec de la contestation conduite par Angelo Querini (it).